# Makokou
Makokou es una ciudad situada en la provincia de Ogooué-Ivindo, en el norte de Gabón. Se encuentra a orillas del río Ivindo. Creció alrededor de la minería de mena de hierro y se encuentra cerca del Parque nacional de Ivindo. Tiene una población de 20 653 habitantes, según el censo de 2013.

## Historia
La localidad fue fundada en 1912 por los colonos franceses como un punto militar estratégico. A lo largo del siglo XX se desarrolló gracias a las minas que eran de hierro. Desde 2003 es sede de una prefectura apostólica que en 2014 pasó a ser un vicariato apostólico; actualmente es la única sede episcopal misionera del país, dependiendo de la Congregación para la Evangelización de los Pueblos.

## Administración
La ciudad es el chef-lieu de la provincia de Ogooué-Ivindo y, dentro de la misma, del departamento de Ivindo. Dentro del departamento, abarca los siguientes dos distritos (población en 2013):
- Distrito de Makokou 1 (13 517 habitantes)
- Distrito de Makokou 2 (7136 habitantes)

## Clima
| Parámetros climáticos promedio de Makokou (1961–1990, extremos 1949–presente) | Parámetros climáticos promedio de Makokou (1961–1990, extremos 1949–presente) | Parámetros climáticos promedio de Makokou (1961–1990, extremos 1949–presente) | Parámetros climáticos promedio de Makokou (1961–1990, extremos 1949–presente) | Parámetros climáticos promedio de Makokou (1961–1990, extremos 1949–presente) | Parámetros climáticos promedio de Makokou (1961–1990, extremos 1949–presente) | Parámetros climáticos promedio de Makokou (1961–1990, extremos 1949–presente) | Parámetros climáticos promedio de Makokou (1961–1990, extremos 1949–presente) | Parámetros climáticos promedio de Makokou (1961–1990, extremos 1949–presente) | Parámetros climáticos promedio de Makokou (1961–1990, extremos 1949–presente) | Parámetros climáticos promedio de Makokou (1961–1990, extremos 1949–presente) | Parámetros climáticos promedio de Makokou (1961–1990, extremos 1949–presente) | Parámetros climáticos promedio de Makokou (1961–1990, extremos 1949–presente) | Parámetros climáticos promedio de Makokou (1961–1990, extremos 1949–presente) |
| Mes                                                                           | Ene.                                                                          | Feb.                                                                          | Mar.                                                                          | Abr.                                                                          | May.                                                                          | Jun.                                                                          | Jul.                                                                          | Ago.                                                                          | Sep.                                                                          | Oct.                                                                          | Nov.                                                                          | Dic.                                                                          | Anual                                                                         |
| ----------------------------------------------------------------------------- | ----------------------------------------------------------------------------- | ----------------------------------------------------------------------------- | ----------------------------------------------------------------------------- | ----------------------------------------------------------------------------- | ----------------------------------------------------------------------------- | ----------------------------------------------------------------------------- | ----------------------------------------------------------------------------- | ----------------------------------------------------------------------------- | ----------------------------------------------------------------------------- | ----------------------------------------------------------------------------- | ----------------------------------------------------------------------------- | ----------------------------------------------------------------------------- | ----------------------------------------------------------------------------- |
| Temp. máx. abs. (°C)                                                          | 34.0                                                                          | 41.5                                                                          | 37.0                                                                          | 39.5                                                                          | 41.1                                                                          | 37.3                                                                          | 32.5                                                                          | 33.0                                                                          | 35.4                                                                          | 37.2                                                                          | 36.0                                                                          | 33.5                                                                          | 41.5                                                                          |
| Temp. máx. media (°C)                                                         | 29.2                                                                          | 30.1                                                                          | 30.5                                                                          | 30.5                                                                          | 29.8                                                                          | 27.7                                                                          | 25.8                                                                          | 26.6                                                                          | 28.7                                                                          | 29.2                                                                          | 28.7                                                                          | 27.6                                                                          | 28.7                                                                          |
| Temp. media (°C)                                                              | 24.4                                                                          | 24.9                                                                          | 25.2                                                                          | 25.3                                                                          | 24.8                                                                          | 23.4                                                                          | 22.2                                                                          | 22.5                                                                          | 24.0                                                                          | 24.4                                                                          | 24.1                                                                          | 23.5                                                                          | 24.1                                                                          |
| Temp. mín. media (°C)                                                         | 19.5                                                                          | 19.7                                                                          | 19.8                                                                          | 20.0                                                                          | 19.8                                                                          | 19.0                                                                          | 18.6                                                                          | 18.4                                                                          | 19.2                                                                          | 19.5                                                                          | 19.5                                                                          | 19.3                                                                          | 19.4                                                                          |
| Temp. mín. abs. (°C)                                                          | 15.9                                                                          | 15.0                                                                          | 16.3                                                                          | 16.6                                                                          | 16.8                                                                          | 14.2                                                                          | 11.5                                                                          | 13.0                                                                          | 13.5                                                                          | 15.0                                                                          | 17.0                                                                          | 15.2                                                                          | 11.5                                                                          |
| Precipitación total (mm)                                                      | 88.1                                                                          | 106.9                                                                         | 190.0                                                                         | 206.7                                                                         | 187.7                                                                         | 54.1                                                                          | 9.0                                                                           | 29.3                                                                          | 142.9                                                                         | 297.3                                                                         | 225.7                                                                         | 103.3                                                                         | 1641.0                                                                        |
| Días de precipitaciones (≥ 1 mm)                                              | 7.3                                                                           | 8.9                                                                           | 13.7                                                                          | 14.7                                                                          | 15.4                                                                          | 6.5                                                                           | 2.6                                                                           | 3.6                                                                           | 11.2                                                                          | 20.9                                                                          | 17.9                                                                          | 8.8                                                                           | 131.5                                                                         |
| Horas de sol                                                                  | 131.6                                                                         | 137.4                                                                         | 158.2                                                                         | 160.5                                                                         | 150.4                                                                         | 101.5                                                                         | 60.9                                                                          | 58.1                                                                          | 95.5                                                                          | 134.1                                                                         | 132.3                                                                         | 122.8                                                                         | 1443.3                                                                        |
| Humedad relativa (%)                                                          | 82                                                                            | 79                                                                            | 79                                                                            | 79                                                                            | 80                                                                            | 83                                                                            | 85                                                                            | 83                                                                            | 80                                                                            | 80                                                                            | 81                                                                            | 83                                                                            | 81                                                                            |
| Fuente n.º 1: NOAA                                                            |                                                                               |                                                                               |                                                                               |                                                                               |                                                                               |                                                                               |                                                                               |                                                                               |                                                                               |                                                                               |                                                                               |                                                                               |                                                                               |
| Fuente n.º 2: Meteo Climat (record highs and lows)                            |                                                                               |                                                                               |                                                                               |                                                                               |                                                                               |                                                                               |                                                                               |                                                                               |                                                                               |                                                                               |                                                                               |                                                                               |                                                                               |